# Ciudadanos Portuenses
Ciudadanos Portuenses (hasta 2013 Independientes Portuenses) fue un partido político español de derechas, del municipio de El Puerto de Santa María, (Cádiz) creado en 1991. Se presentó a las elecciones municipales de ese año con Hernán Díaz Cortés, como candidato a la alcaldía, consiguiendo el poder local.
Desde 1991 hasta 2006 ha gobernado la ciudad con Hernán Díaz Cortés al frente. A partir del 21 de julio de 2006 Hernán Díaz Cortés es inhabilitado para cargo público por un delito de prevaricación, con sentencia firme 508/05 de 2 de noviembre de 2005, del Juzgado de la Penal n.º 4 de Cádiz sustituyéndole en el cargo el 2 de agosto de 2006 Fernando Gago García, del mismo partido, quien en las elecciones municipales de mayo de 2007 pierde la alcaldía, obteniendo solo 4 concejales.
Durante los gobiernos de CP, se sucedieron casos de especulación urbanística, y la destrucción de zonas verdes.
Finalmente, el partido lo presidió Silvia Gómez Borreguero, quien fue candidata a la alcaldía de El Puerto en 2011, obteniendo 3 concejales, de los cuales 2 fueron sustituidos a lo largo de ese mandato.
Para las elecciones de 2015, Ciudadanos Portuenses se fusionó con Ciudadanos.